# Tour Down Under 2011
De Tour Down Under 2011 (Engels: 2011 Santos Tour Down Under) was de dertiende editie van deze meerdaagse wielerwedstrijd die van dinsdag 18 tot en met zondag 23 januari rondom Adelaide in Australië werd verreden. Deze etappekoers was de openingskoers van de dit jaar gestarte UCI World Tour.
Naast de achttien teams van de World Tour nam ook het Australische UniSA-Australia deel. Dit is een selectie van Australische renners, van wie hun ploeg niet start in de Tour Down Under.
Op 16 januari werd de Tour Down Under traditiegetrouw voorafgegaan door de 'Cancer Counsil Classic', een criterium in Adelaide, welke uitslag niet mee telde voor het klassement en ook geen deel uitmaakte van de UCI World Tour. Deze wedstrijd werd gewonnen door Matthew Goss.

## Cancer Counsil Classic
| rang | renner             | land                | ploeg               | tijd     |
| ---- | ------------------ | ------------------- | ------------------- | -------- |
| 1    | Matthew Goss       | Australië           | Team HTC-High Road  | 1u05'12" |
| 2    | Mark Renshaw       | Australië           | Team HTC-High Road  | z.t.     |
| 3    | Robbie McEwen      | Australië           | Team RadioShack     | z.t.     |
| 4    | Elia Viviani       | Italië              | Liquigas-Cannondale | z.t.     |
| 5    | Chris Sutton       | Australië           | Sky ProCycling      | z.t.     |
| 6    | Davide Viganò      | Italië              | Team Leopard-Trek   | z.t.     |
| 7    | Ben Swift          | Verenigd Koninkrijk | Sky ProCycling      | z.t.     |
| 8    | José Joaquín Rojas | Spanje              | Team Movistar       | z.t.     |
| 9    | Fabio Sabatini     | Italië              | Liquigas-Cannondale | z.t.     |
| 10   | Allan Davis        | Australië           | Astana              | z.t.     |

### Startlijst
| Omega Pharma-Lotto André Greipel Jurgen Van De Walle Adam Hansen Olivier Kaisen Vicente Reynés Jürgen Roelandts Marcel Sieberg | Team RadioShack Lance Armstrong Robbie McEwen Manuel Cardoso Ben Hermans Markel Irizar Robert Hunter Grégory Rast | Team HTC-High Road Mark Cavendish Bernhard Eisel Matthew Goss Bert Grabsch Danny Pate Mark Renshaw Hayden Roulston | Team Garmin-Cervélo Tyler Farrar Jack Bobridge Julian Dean Brett Lancaster Cameron Meyer Travis Meyer Matthew Wilson |

| Rabobank Graeme Brown Tom Leezer Michael Matthews Laurens ten Dam Jos van Emden Coen Vermeltfoort Pieter Weening | Sky ProCycling Michael Rogers Geraint Thomas Simon Gerrans Gregory Henderson Chris Sutton Ben Swift Mathew Hayman | Astana Allan Davis Simon Clarke Maksim Goerov Andrij Hryvko Valentin Iglinski Tanel Kangert Jevgeni Nepomnjasjtsji | Team Leopard-Trek Stuart O'Grady Martin Pedersen Stefan Denifl Davide Viganò Martin Mortensen William Clarke Bruno Pires |

| Quick Step Francesco Chicchi Marco Bandiera Gerald Ciolek Addy Engels Davide Malacarne Francesco Reda Julien Vermote | Katjoesja Denis Galimzjanov Joan Horrach Sergei Ivanov Aljaksandr Koetsjynski Nikolaj Troesov Stijn Vandenbergh Edoeard Vorganov | AG2R-La Mondiale Julien Loubet Dimitri Champion Mathieu Perget Kristof Goddaert Steve Houanard Blel Kadri Joeri Krivtsov | Lampre-ISD Alfredo Balloni Aitor Perez Arrieta Matteo Bono Vitalij Boets Manuele Mori Alessandro Spezialetti Daniele Righi |

| Liquigas-Cannondale Davide Cimolai Kristjan Koren Alan Marangoni Simone Ponzi Fabio Sabatini Elia Viviani Cameron Wurf | BMC Racing Team Alessandro Ballan Alexander Kristoff John Murphy Simon Zahner Timothy Roe Martin Kohler Amaël Moinard | Saxo Bank-Sungard Richie Porte Juan José Haedo Baden Cooke Nicki Sørensen David Tanner Lucas Sebastian Haedo Brian Vandborg | Euskaltel-Euskadi Iñaki Isasi Gorka Izagirre Miguel Minguez Jon Izagirre Rubén Pérez Daniel Sesma Iván Velasco |

| Team Movistar José Joaquín Rojas Jose Ivan Gutierrez David López García Angel Madrazo Luis Pasamontes José Vicente García Acosta Francisco Ventoso | Vacansoleil-DCM Rob Ruijgh Thomas De Gendt Romain Feillu Sergej Lagoetin Alberto Ongarato Mirko Selvaggi Joost van Leijen | UniSA Australia (Australische Selectie) Luke Roberts (Pegasus Sports) Wesley Sulzberger (Française des Jeux) Jonathan Cantwell (Pegasus Sports) Luke Durbridge (geen ploeg) Michael Hepburn (geen ploeg) Mitchell Docker (Skil-Shimano) Bernhard Sulzberger (Pegasus Sports) |  |

## Tour Down Under

### Rittenschema
| #  | Datum      | Etappe                  | Afstand | Type       | Winnaar           | Land                | Ploeg               |
| -- | ---------- | ----------------------- | ------- | ---------- | ----------------- | ------------------- | ------------------- |
| 1e | 18 januari | Mawson Lakes - Angaston | 138 km  | Vlakke rit | Matthew Goss      | Australië           | Team HTC-High Road  |
| 2e | 19 januari | Tailem Bend - Mannum    | 146 km  | Vlakke rit | Ben Swift         | Verenigd Koninkrijk | Sky ProCycling      |
| 3e | 20 januari | Unley - Stirling        | 129 km  | Vlakke rit | Michael Matthews  | Australië           | Rabobank            |
| 4e | 21 januari | Norwood - Strathalbyn   | 124 km  | Vlakke rit | Cameron Meyer     | Australië           | Team Garmin-Cervélo |
| 5e | 22 januari | McLaren Vale - Willunga | 131 km  | Heuvelrit  | Francisco Ventoso | Spanje              | Team Movistar       |
| 6e | 23 januari | Adelaide - Adelaide     | 90 km   | Vlakke rit | Ben Swift         | Verenigd Koninkrijk | Sky ProCycling      |

### Etappe-uitslagen

#### 1e etappe
| Mawson Lakes – Angaston (138 km) |                    |                     |          |
| Plaats                           | Naam               | Ploeg               | Tijd     |
| Winnaar                          | Matthew Goss       | Team HTC-High Road  | 3u17'08" |
| 2                                | André Greipel      | Omega Pharma-Lotto  | z.t.     |
| 3                                | Robbie McEwen      | Team RadioShack     | z.t.     |
| 4                                | Chris Sutton       | Sky ProCycling      | z.t.     |
| 5                                | Elia Viviani       | Liquigas-Cannondale | z.t.     |
| 6                                | Romain Feillu      | Vacansoleil-DCM     | z.t.     |
| 7                                | Alessandro Ballan  | BMC Racing Team     | z.t.     |
| 8                                | Iñaki Isasi        | Euskaltel - Euskadi | z.t.     |
| 9                                | José Joaquín Rojas | Team Movistar       | z.t.     |
| 10                               | Gregory Henderson  | Sky ProCycling      | z.t.     |

#### 2e etappe
| Tailem Bend – Mannum (146 km) |                   |                     |          |
| Plaats                        | Naam              | Ploeg               | Tijd     |
| Winnaar                       | Ben Swift         | Sky ProCycling      | 3u27'44" |
| 2                             | Robbie McEwen     | Team RadioShack     | z.t.     |
| 3                             | Graeme Brown      | Rabobank            | z.t.     |
| 4                             | Romain Feillu     | Vacansoleil-DCM     | z.t.     |
| 5                             | Jürgen Roelandts  | Omega Pharma-Lotto  | z.t.     |
| 6                             | Francesco Chicchi | Liquigas-Cannondale | z.t.     |
| 7                             | Michael Matthews  | Rabobank            | z.t.     |
| 8                             | Denis Galimzjanov | Katjoesja           | z.t.     |
| 9                             | Francisco Ventoso | Team Movistar       | z.t.     |
| 10                            | Allan Davis       | Astana              | z.t.     |

#### 3e etappe
| Unley – Stirling (129 km) |                   |                     |          |
| Plaats                    | Naam              | Ploeg               | Tijd     |
| Winnaar                   | Michael Matthews  | Rabobank            | 3u11'47" |
| 2                         | André Greipel     | Omega Pharma-Lotto  | z.t.     |
| 3                         | Matthew Goss      | Team HTC-High Road  | z.t.     |
| 4                         | Simon Gerrans     | Sky ProCycling      | z.t.     |
| 5                         | Luke Roberts      | UniSA Australia     | z.t.     |
| 6                         | Francisco Ventoso | Team Movistar       | z.t.     |
| 7                         | Gorka Izagirre    | Euskaltel - Euskadi | z.t.     |
| 8                         | Allan Davis       | Astana              | z.t.     |
| 9                         | Blel Kadri        | AG2R-La Mondiale    | z.t.     |
| 10                        | Simone Ponzi      | Liquigas-Cannondale | z.t.     |

#### 4e etappe
| Norwood – Strathalbyn (124 km) |                    |                     |          |
| Plaats                         | Naam               | Ploeg               | Tijd     |
| Winnaar                        | Cameron Meyer      | Team Garmin-Cervélo | 2u57'55" |
| 2                              | Thomas De Gendt    | Vacansoleil-DCM     | z.t.     |
| 3                              | Laurens ten Dam    | Rabobank            | + 0'03"  |
| 4                              | Matthew Wilson     | Team Garmin-Cervélo | + 0'10"  |
| 5                              | Matthew Goss       | Team HTC-High Road  | +0'25"   |
| 6                              | José Joaquín Rojas | Team Movistar       | z.t.     |
| 7                              | Ben Swift          | Sky ProCycling      | z.t.     |
| 8                              | Jürgen Roelandts   | Omega Pharma-Lotto  | z.t.     |
| 9                              | Nikolaj Troesov    | Katjoesja           | z.t.     |
| 10                             | Romain Feillu      | Vacansoleil-DCM     | z.t.     |

#### 5e etappe
| McLaren Vale – Willunga (131 km) |                    |                    |           |
| Plaats                           | Naam               | Ploeg              | Tijd      |
| Winnaar                          | Francisco Ventoso  | Team Movistar      | 3u'06'10" |
| 2                                | Michael Matthews   | Rabobank           | z.t.      |
| 3                                | Matthew Goss       | Team HTC-High Road | z.t.      |
| 4                                | José Joaquín Rojas | Team Movistar      | z.t.      |
| 5                                | Luke Roberts       | UniSA Australia    | z.t.      |
| 6                                | Robert Hunter      | Team RadioShack    | z.t.      |
| 7                                | Blel Kadri         | AG2R-La Mondiale   | z.t.      |
| 8                                | Alessandro Ballan  | BMC Racing Team    | z.t.      |
| 9                                | Ben Hermans        | Team RadioShack    | z.t.      |
| 10                               | Ben Swift          | Sky ProCycling     | z.t.      |

#### 6e etappe
| Adelaide – Adelaide (90 km) |                   |                    |          |
| Plaats                      | Naam              | Ploeg              | Tijd     |
| Winnaar                     | Ben Swift         | Sky ProCycling     | 1u53'47" |
| 2                           | Gregory Henderson | Sky ProCycling     | z.t.     |
| 3                           | Matthew Goss      | Team HTC-High Road | z.t.     |
| 4                           | Robbie McEwen     | Team RadioShack    | z.t.     |
| 5                           | Juan José Haedo   | Saxo Bank-Sungard  | z.t.     |
| 6                           | Allan Davis       | Astana             | z.t.     |
| 7                           | André Greipel     | Omega Pharma-Lotto | z.t.     |
| 8                           | Romain Feillu     | Vacansoleil-DCM    | z.t.     |
| 9                           | Davide Viganò     | Team Leopard-Trek  | z.t.     |
| 10                          | Jonathan Cantwell | UniSA Australia    | z.t.     |

## Eindklassementen
| Plaats      | Naam                | Ploeg               | Tijd      |
| ----------- | ------------------- | ------------------- | --------- |
| Gouden trui | Cameron Meyer       | Team Garmin-Cervélo | 17u54'27" |
| 2           | Matthew Goss        | Team HTC-High Road  | + 2"      |
| 3           | Ben Swift           | Sky ProCycling      | + 8"      |
| 4           | Michael Matthews    | Rabobank            | + 9"      |
| 5           | Laurens ten Dam     | Rabobank            | + 10"     |
| 6           | Francisco Ventoso   | Team Movistar       | + 17"     |
| 7           | André Greipel       | Omega Pharma-Lotto  | + 26"     |
| 8           | Blel Kadri          | AG2R-La Mondiale    | z.t.      |
| 9           | Allan Davis         | Astana              | + 27"     |
| 10          | Luke Roberts        | UniSA Australia     | + 28"     |
| 11          | Alessandro Ballan   | BMC Racing Team     | z.t.      |
| 12          | Gorka Izagirre      | Euskaltel-Euskadi   | z.t.      |
| 13          | Sergej Lagoetin     | Vacansoleil-DCM     | z.t.      |
| 14          | José Joaquin Rojas  | Team Movistar       | z.t.      |
| 15          | Ben Hermans         | Team RadioShack     | + 35"     |
| 16          | Manuele Mori        | Lampre-ISD          | + 39"     |
| 17          | José Ivan Gutierrez | Team Movistar       | z.t.      |
| 18          | Simone Ponzi        | Liquigas-Cannondale | z.t.      |
| 19          | Romain Feillu       | Vacansoleil-DCM     | + 46"     |
| 20          | Julien Loubet       | AG2R-La Mondiale    | z.t.      |

| Plaats  | Naam             | Ploeg              | Punten |
| ------- | ---------------- | ------------------ | ------ |
| Winnaar | Matthew Goss     | Team HTC-High Road | 28     |
| 2       | Michael Matthews | Rabobank           | 20     |
| 3       | Thomas De Gendt  | Vacansoleil-DCM    | 20     |
|         |                  |                    |        |
| 16      | Jos van Emden    | Rabobank           | 6      |

| Plaats  | Naam            | Ploeg           | Punten |
| ------- | --------------- | --------------- | ------ |
| Winnaar | Luke Roberts    | UniSA Australia | 60     |
| 2       | Ben Hermans     | Team RadioShack | 36     |
| 3       | Mitchell Docker | UniSA Australia | 32     |

| Plaats | Ploeg            | Tijd      |
| ------ | ---------------- | --------- |
| 1      | Team Movistar    | 53u44'56" |
| 2      | Vacansoleil-DCM  | + 0'08"   |
| 3      | AG2R-La Mondiale | + 0'25"   |

1999 · 
2000 · 
2001 · 
2002 · 
2003 · 
2004 · 
2005 · 
2006 · 
2007 · 
2008 · 
2009 · 
2010 · 
2011 · 
2012 · 
2013 · 
2014 · 
2015 · 
2016 · 
2017 · 
2018 · 
2019 · 
2020  · 
2021-2022 · 
2023 · 2024 · 2025
 Tour Down Under · 
 Parijs-Nice · 
 Tirreno-Adriatico · 
 Milaan-San Remo · 
 Ronde van Catalonië · 
 Gent-Wevelgem · 
 Ronde van Vlaanderen · 
 Ronde van het Baskenland · 
 Parijs-Roubaix · 
 Amstel Gold Race · 
 Waalse Pijl · 
 Luik-Bastenaken-Luik · 
 Ronde van Romandië · 
 Ronde van Italië · 
 Critérium du Dauphiné · 
 Ronde van Zwitserland · 
 Ronde van Frankrijk · 
 Clásica San Sebastián · 
 Ronde van Polen · 
  Eneco Tour · 
 Ronde van Spanje · 
 Vattenfall Cyclassics · 
 GP Ouest France-Plouay · 
 Grote Prijs van Quebec · 
 Grote Prijs van Montreal · 
 Ronde van Peking · 
 Ronde van Lombardije